# Joni Mitchell
Joni Mitchell (født Roberta Joan Anderson 7. november 1943) er en canadisk musiker og kunstmaler, der siden sidst i 1960'erne har været en markant skikkelse på den nordamerikanske rytmiske scene. Hun begyndte i folkemusikken, men fandt snart ind på rock, og senere blev hun stærkt inspireret af jazzen. Hun har modtaget en lang række anerkendelser for sit virke, herunder Polar Music Prize (musikkens Nobelpris). Endvidere har hun arbejdet meget som kunstmaler, hvilket blandt andet kan ses på en lang række af hendes pladecovers.

## Biografi
Joni Mitchell er født i Fort Macleod, Alberta og voksede op i Saskatoon, Saskatchewan. Hun er af norsk og skotsk-irsk afstamning. I 1882 udvandrede Gjert Andersen Takle og Brita Olsdatter Farestveit og deres to små døtre fra Farestveit gård i Modalen i Hordaland, hvor Mitchells farmor, Emma Anderson, var født i 1882 og døbt Ingeborg, hvilket blev ændret til Emma i USA. Jonis farfar, Henry Anderson, blev født i Minnesota i 1873 af forældre fra Sømna (Helgeland), som udvandrede i 1869. Jonis mor, Myrtle McKee, var af skotsk-irsk afstamning.
Som ganske ung fik Joni Mitchell i februar 1965 en datter, som hun lod bortadoptere, da hun var alene og ude af stand til at finde arbejde. Samme år blev hun gift med folkesangeren Chuck Mitchell, som tog hende med til Detroit, hvor de sammen optrådte på coffee houses og mindre scener. Ægteskabet med Chuck holdt dog kun omkring halvandet år.
Herefter blev hun en del af den voksende folkemusik-scene i New York City i anden halvdel af 1960'erne. En aften, hun spillede, hørte David Crosby hende og tog hende med til det frodige musikmiljø i San Francisco. Hendes første album, Joni Mitchell (også kendt som Song to a Seagull), er fra 1968 og karakteristisk for den singer-songwriter-tradition, der i de år tog fart. Det næste album, Clouds, huskes især for sangen "Both Sides, Now".
Denne sang og andre fra samme periode gav hende en pæn succes, og hun udgav adskillige album i de kommende år. Op gennem 1970'erne udvidede hun sig genremæssigt over rocken i retning af jazz, blandt andet med et album med Charles Mingus' musik, som han havde skrevet til hende kort før sin død. Gennem årene har Joni Mitchell opnået at blive en af de mest respekterede singer-songwriters fra slutningen af det 20. århundrede, og mange forskellige kunstnere har indspillet hendes sange. Mitchell er endvidere en anerkendt billedkunstner; hun har med fotos og malerier skabt omslagene på de fleste af sine albums, og hun beskriver ofte sig selv som en "painter derailed by circumstance" (en maler, afsporet af omstændighederne).

## Musikken
Musikalsk set er Joni Mitchell kendt for sine eksperimenter med forskellige stemninger af guitaren. På sine tidlige produktioner bruger hun mest de fra bluesguitar velkendte Open D og Open G, som efterhånden blev til forskellige måder at stemme på for hver sang. Ud over guitaren har hun også indspillet numre på dulcimer og piano.
Hendes sangtekster er meget poetiske, og hun synger dem med en stemme, der spænder ualmindelig vidt (over fire oktaver).
I karrierens start optrådte hun mest alene, men gennem årene har hun haft en række forskellige backinggrupper og -musikere. I en periode i starten af 1970'erne blev hun hjulpet af orkesteret L.A. Express, senere, da hun begyndte at nærme sig jazz, var det musikere som Jaco Pastorius, Larry Carlton, Wayne Shorter og Herbie Hancock, der hjalp hende på indspilninger og ved koncerter.
Fra starten af 1980'erne vendte Joni Mitchell tilbage til den mere rockede stil, og blandt hendes musikere i den periode var Larry Klein, der også var lydtekniker, og som hun blev gift med i 1982. I 1983 tog hun med sit band på sin mest omfattende verdensturné, der i øvrigt for første og eneste gang bragte hende til Danmark. 15. maj gav hun en helt udsolgt koncert i Falkoner Teatret i København.
Anden halvdel af 1980'erne viste en eksperimenterende Joni Mitchell, og dette betød efterhånden et dalende pladesalg. Hun har efterhånden skåret ned på pladeindspilningerne og helt droppet koncertturnéer, selv om hun stadig med mellemrum optræder. En del af de senere års udgivelser har været opsamlingsplader, f.eks. Hits og Misses fra 1996.
I 2015 blev Michell ramt af en cerebral aneurisme, som krævede en omfattende genoptræning. I løbet af nogle måneder var hun i stand til at gå igen, og der gik mere end et år, inden hun blev set offentligt ved en koncert.
Hun var æresgæst, da der på hendes 75-års fødselsdag blev afholdt en koncert til hendes ære 7. november 2018 i Los Angeles, hvor en række kolleger fortolkede hendes sange. Blandt de optrædende var Brandi Carlile, Emmylou Harris, James Taylor, Chaka Khan og Graham Nash, og derudover deltog desuden en række skuespillere som Tom Hanks, Meryl Streep, Warren Beatty og Annette Bening.
Efter en lang tids fravær fra koncertscenen dukkede hun uventet op ved Newport Folk Festival 24. juli 2022, hvor hun optrådte som special guest under en koncert, der var annonceret som "Brandi Carlile and friends". Her blev der spillet en række af Mitchells mest kendte sange, heriblandt "Both Sides, Now" og "Big Yellow Taxi". Koncerten blev senere udgivet under titlen Joni Mitchell at Newport; den modtog i 2024 en Grammy Award for bedste folk-album.

## Privatliv
Hun var gift med Chuck Mitchell fra 1965 til 1967, og med Larry Klein fra 1982 til 1994. Ægteskabet med Chuck Mitchell skyldtes angiveligt et ønske om at skabe et hjem, så hun kunne beholde sin nyfødte datter.
Mitchell var i en periode stærkt generet af den kroniske hudsygdom Morgellons syndrom, der får huden til at klø eller brænde og udskille ubestemmelige fibre.
I 1997 blev Mitchell genforenet med sin datter Kelly Dale Anderson, som hun fik i februar 1965 med sin kæreste Brad MacMath fra Calgary. Pigen blev bortadopteret som spæd, og Mitchell, der aldrig talte offentligt om sagen, skrev til gengæld en sang om sin datter: "Little Green, be a gypsy dancer". Pigen er omdøbt til Kilauren Gibb.

## Diskografi
Joni Mitchell har udgivet følgende album:
- Song to a Seagull (1968)
- Clouds (1969)
- Ladies of the Canyon (1970)
- Blue (1971)
- The World of Joni Mitchell (opsamlingsalbum, 1972)
- For the Roses (1972)
- Court and Spark (1974)
- Miles of Aisles (live, 1974)
- The Hissing of Summer Lawns (1975)
- Hejira (1976)
- Don Juan's Reckless Daughter (1977)
- Mingus (1979)
- Shadows and Light (live, 1980)
- Wild Things Run Fast (1982)
- Dog Eat Dog (1985)
- Chalk Mark in a Rainstorm (1988)
- Night Ride Home (1991)
- Turbulent Indigo (1994)
- Hits (opsamlingsalbum, 1996)
- Misses (opsamlingsalbum, 1996)
- Taming the Tiger (1998)
- Both Sides Now (2000)
- Travelogue (2002)
- The Complete Geffen Recordings (opsamlingsalbum, 2003)
- The Beginning of Survival (opsamlingsalbum, 2004)
- Dreamland (opsamlingsalbum, 2004)
- Songs of a Prairie Girl (opsamlingsalbum, 2005)
- Shine (2007)
- Amchitka (The 1970 Concert That Launched Greenpeace, live med Phil Ochs og James Taylor, 2009)
- Joni Mitchell Archives - Vol.1: The Early Years (1963-1967) (2020)
- Joni Mitchell at Newport (livealbum, 2023)

## Musikalsk betydning
Joni Mitchell er en af de musikere fra de seneste 50 år, der nyder bredest anerkendelse blandt andre musikere. Dette har givet sig udslag i en lang række fortolkninger af hendes numre, blandt andre:
- Tori Amos: "A Case of You"
- Judy Collins: "Both Sides Now" (1968)
- Counting Crows: "Big Yellow Taxi" (2002)
- Crosby, Stills, Nash & Young: "Woodstock"
- Neil Diamond: "Chelsea Morning"
- Fairport Convention : "Chelsea Morning" og "I Don't Know Where I Stand" (1968)
- Marianne Faithfull: "Amelia"
- Janet Jackson: "Got 'Til It's Gone" (samplet over "Big Yellow Taxi")
- k.d. lang: "Help Me"
- Bette Midler: "For Free"
- Nazareth: "This Flight Tonight"
- Frank Sinatra: "Both Sides Now"
- Travis: "Urge for Going"

I 2007 udkom albummet A Tribute to Joni Mitchell, hvor en række af hendes kolleger tolkede hendes sange, blandt andet Björk, Emmylou Harris, Annie Lennox og James Taylor.
Af danske fortolkninger kan nævnes:
- Basix: "River"
- Hanne Boel: "How Do You Stop"
- Mads Bærentzen Trio: "Trouble Child"
- Emborg/Larsen Quintet: "All I Want"
- Klüvers Big Band: "Goodbye Pork Pie Hat"
- Malene Mortensen: "All I Want"
- Cæcilie Norby: "Both Sides Now"
- Nina van Pallandt: "Both Sides Now"

Den Joni Mitchell-sang, der er indspillet suverænt flest gange, er "Both Sides Now", som er lavet i 1661 versioner efterfulgt af "River" (981 versioner), "Big Yellow Taxi" (577 versioner), "A Case of You" (490 versioner) og "Woodstock" (432 versioner) (pr. januar 2024).
En række meget forskellige musikere har været inspireret af Mitchells musik, herunder:
- Elvis Costello
- Prince
- Diana Krall
- Led Zeppelin

## Særlige gæsteoptrædener
- The Bands film om deres afskedskoncert, The Last Waltz, har Mitchell som en af adskillige gæster.
- Roger Waters' opførelse af The Wall i Berlin 1990 havde Mitchell med blandt mange gæstesolister.

## Priser
Joni Mitchell har gennem årene modtaget adskillige priser og anerkendelser, herunder:
- Billboard Century Award (1995)
- Polar Music Prize (1996)
- Optaget i Rock and Roll Hall of Fame (1997)
- Recording Academy's Lifetime Achievement Award (2002) – Grammy
- Order of Canada (2002)
- Grammy Award for bedste folk-album for Joni Mitchell at Newport - 2024[4]